# Partito del Nuovo Azerbaigian
Il Partito del Nuovo Azerbaigian (in azero: Yeni Azərbaycan Partiyası, YAP) è un partito politico azero.
È guidato da İlham Əliyev, Presidente della Repubblica e successore di suo padre Heydər Əliyev, fondatore del partito e morto nel 2003.
Rappresenta la formazione politica dominante del Paese.

## Storia
Il partito è stato fondato nel 1992 da Heydər Əliyev, che lo ha guidato fino all'anno della sua morte nel 2003. Əliyev era stato segretario del Partito Comunista Azero nel periodo in cui l'Azerbaigian era parte dell'Unione Sovietica, ma era caduto in disgrazia con l'inizio della perestrojka ad opera di Gorbačëv.
Alla fine degli anni novanta Əliyev si spostò su posizioni nazionaliste moderate e questo gli permise di essere nominato Capo del Consiglio Supremo della Repubblica Autonoma del Naxçıvan e, nel 1993, Presidente dell'Azerbaigian.

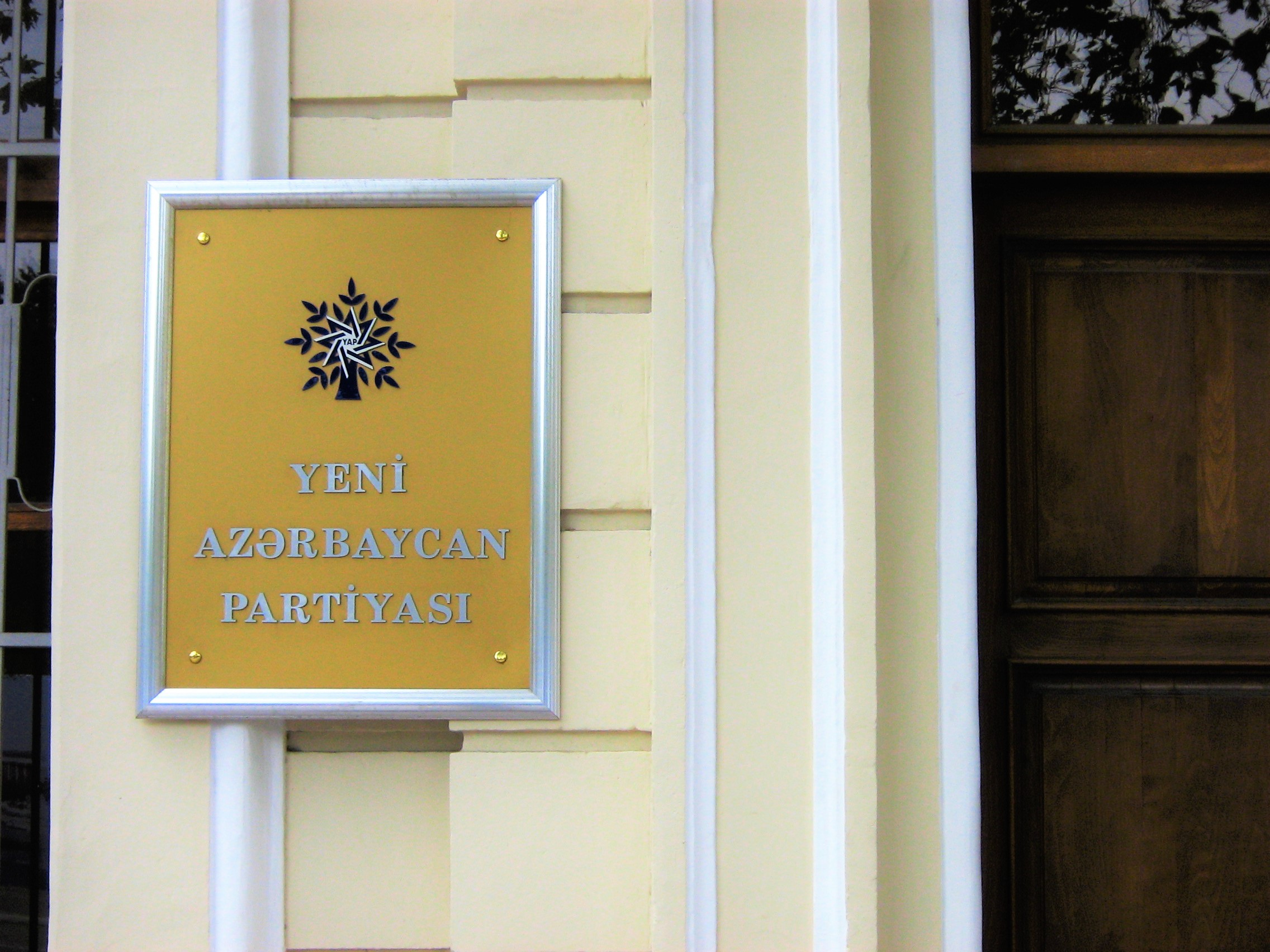
La sede del Partito Nuovo Azerbaigian a Baku.

Attuale leader è İlham Əliyev, figlio del fondatore. Lo YAP esercita una posizione di assoluto predominio sulla scena politica azera. Lo YAP si definisce un partito di centro-destra, attento alla costruzione di un'economia socialmente orientata e a uno stato laico. Un discorso del 26 novembre 2019 di Əliyev ha dimostrato anche una visione euroscettica del Partito nei confronti dell'integrazione europea.
Alle elezioni del 2000 e del 2001 lo YAP ottenne oltre il 60% dei suffragi e 75 seggi su 125. Nel 2003 İlham Əliyev fu eletto presidente dell'Azerbaigian con il 76% dei suffragi. Alle legislative del 2005, però, lo YAP vide ridursi i suoi seggi a 56. Il sistema elettorale azero prevede l'attribuzione di 100 seggi con il maggioritario uninominale e 25 con il proporzionale. Le pressioni e le intimidazioni esercitate sui candidati di partiti politicamente distanti hanno portato al ritiro di buona parte di essi, per cui nel 2005, 43 seggi su 125 sono stati vinti da candidati indipendenti, molti dei quali, comunque, risultano vicini allo YAP. L'unica altro partito politico ad avere una qualche rappresentanza politica è il Partito Uguaglianza con 5 seggi.

## Struttura
- Presidente
- 4 vicepresidenti[17]
- Consiglio politico composto da 86 membri[18]
- Gestione di 20 membri[19]
- Commissione centrale di controllo e revisione di 15 membri[20]
- Segreteria esecutiva

## Principi
- Unità di idee e credenze;
- Uguaglianza dei membri del partito;
- Rispetto per l'opinione di ciascun membro del partito;
- Priorità della responsabilità e disciplina;
- Decisioni necessarie degli organi direttivi per tutti gli organi subordinati;
- Ruolo coordinato degli organi elettivi.[21]

## Diritti e doveri di membri

### Diritti
- Eleggere ed essere eletti negli organi direttivi;
- Partecipare liberamente alla definizione delle politiche e delle attività del partito;
- Partecipare agli eventi organizzati dal partito;
- Presentare proposte per l'attuazione degli obiettivi e dei compiti del partito;
- Utilizzo del supporto dal partito;
- Discutere e criticare liberamente le politiche e le attività del partito e dei suoi organi;
- Esprimere la sua propria opinione prima o dopo aver preso decisioni;
- Se necessario, essere familiarizzato con tutti documenti compresi quelli finanziari del partito;
- Sospendere o lasciare il partito.[21]

### Doveri
- Promuovere la realizzazione delle attività di partito attraverso le pratiche;
- Eseguire principi di base del partito;
- Osservare le disposizioni del programma del partito e svolgere le attività conformemente ai suoi principi organizzativi;
- Partecipare al lavoro del partito e svolgere i compiti;
- Preservare l'autorità del partito, diffondere idee e osservare i principi del partito;
- Pagare la quota associativa secondo la procedura stabilita dalla legge.[21]

## Congressi del partito
1. Il 21-22 dicembre 1999 si è tenuto il primo congresso del partito, al quale hanno preso parte oltre 2000 membri del partito di varie regioni del paese, oltre a più di 30 rappresentanti stranieri. I rapporti sulle attività del partito sono stati presentati al convegno, sono anche state apportate modifiche allo Statuto e al Programma del partito e sono stati eletti gli organi direttivi.[22]
2. Il 21 novembre 2001, il secondo congresso del partito di governo si è svolto a Baku, dove sono state apportate alcune modifiche allo Statuto, tra cui c’era la creazione di un nuovo incarico, il primo vicepresidente del partito. İlham Əliyev è stato eletto a questo incarico. Il Consiglio politico, composto da 108 membri e una gestione amministrativa di 26 membri sono stati eletti dagli organi direttivi del partito. Circa 2000.000 membri del partito hanno partecipato al convegno.[23]
3. Il 26 marzo 2005 si è tenuto il terzo congresso del partito del Nuovo Azerbaigian, al quale hanno preso parte circa 1800 membri. È stata presentata un rapporto di attività del Consiglio di gestione e della Commissione centrale di controllo e revisione. Sulla base di una decisione unanime, il primo vice presidente del partito fu eletto come presidente del partito.[24]
4. Il 2 agosto 2008, il quarto congresso del partito si è tenuto a Baku, nel complesso sportivo e concertistico Heydər Əliyev, con la partecipazione di oltre 600 membri rappresentanti dalle diverse regioni. Il tema principale del convegno è stata la nomina di un candidato alla carica di capo di stato alle prossime elezioni del 15 ottobre 2008.[25]
5. Il 7 giugno 2013, il quinto congresso del partito si è tenuto a Baku, nel palazzo Buta, dove è stato rieletto il presidente del partito, e la sua candidatura è stata presentata per le prossime elezioni presidenziali, previste per ottobre. Anche al convegno è stata eletta una composizione di 90 persone del Consiglio politico, dopo di che altre 21 persone hanno formato il consiglio del partito. Inoltre, sono stati eletti 15 membri della Commissione centrale di controllo e revisione del partito.[26][27]
6. L'8 febbraio 2018 si è tenuto il sesto congresso del Nuovo Partito Azero, nel quale il vicepresidente del partito Ali Ahmadov ha presentato il progetto di risoluzione del convegno sulla nomina del presidente del partito per il posto di capo di stato alle elezioni presidenziali straordinarie. La risoluzione del convegno è stata sottoposta a votazione, a seguito della quale è stata approvata all'unanimità. Al convegno hanno partecipato i rappresentanti di oltre 700.000 membri del partito di governo.[28][29]